# ایوان الیمن
ایوان ماریان اِلیمن (انگلیسی: Yvonne Marianne Elliman؛ زادهٔ ۲۹ دسامبر ۱۹۵۱) یک خواننده و ترانه‌سرا اهل ایالات متحده آمریکا است.
او در فیلم «عیسی مسیح سوپراستار» (نورمن جویسون؛ ۱۹۷۳) در نقش «مریم مجدلیه» بازی کرد.